# Nikolaj Ustrjalov

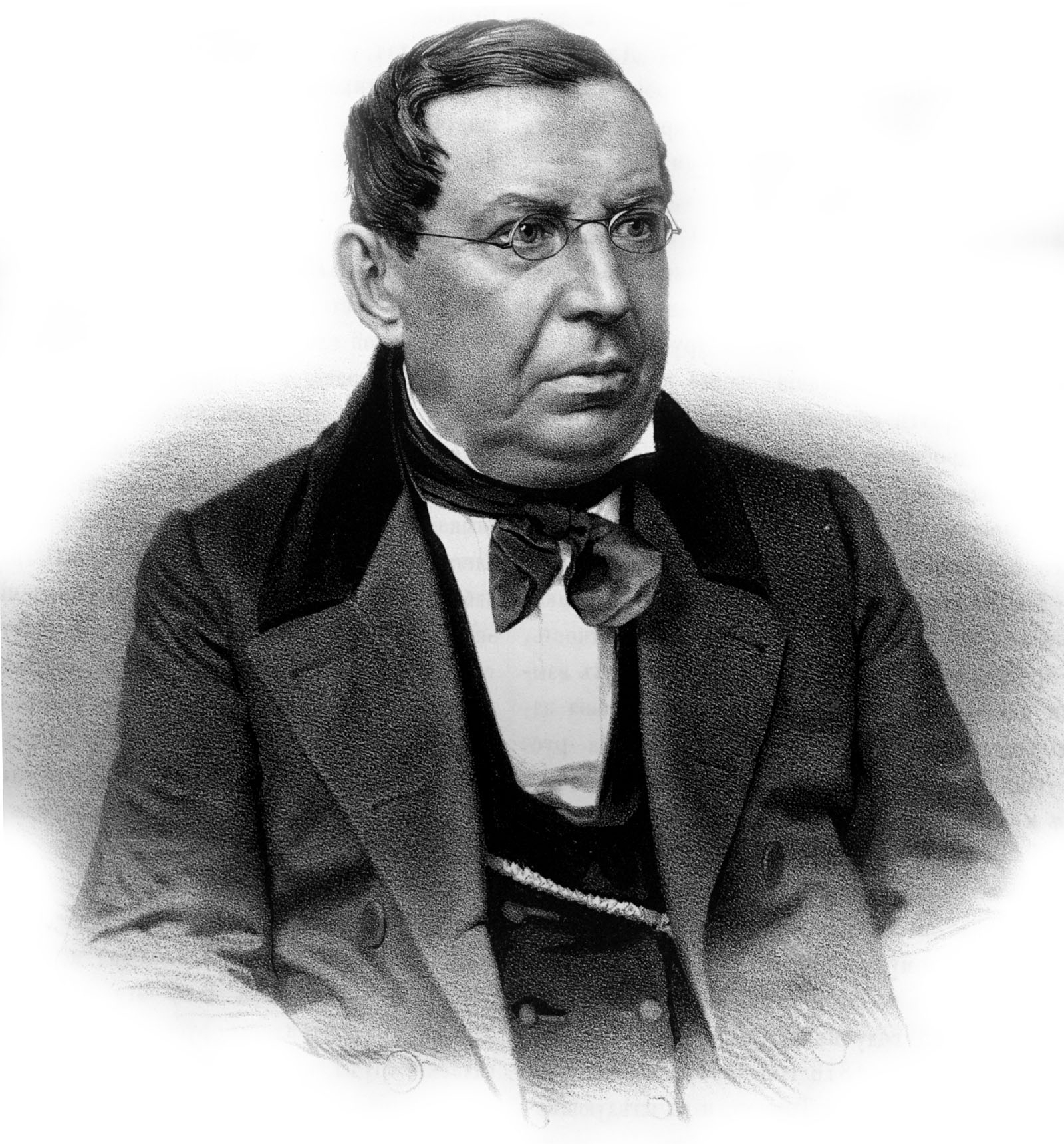
Nikolaj Ustrjalov

Nikolaj Gerasimovitj Ustrjalov (ryska: Николай Герасимович Устрялов), född 16 maj (gamla stilen: 4 maj) 1805, död 20 juni (gamla stilen: 8 juni) 1870 i Sankt Petersburg, var en rysk historiker.
Ustrjalov blev 1829 lektor i ryska språket vid Sankt Petersburgs universitet, men ägnade sig åt historiska studier. Han utgav 1830-33 studier om Falske Dmitrij och Andrej Kurbskij och blev 1836 filosofie doktor i historia och sedan ledamot av ryska vetenskapsakademien. 
Åren 1837-41 utkom hans Russkaja istorija (fem delar), byggd på rikt material, och 1847 hans historiska översikt av Nikolaj I:s regering. Hans förnämsta verk är Peter I:s regeringshistoria, varav dock endast fyra spridda delar publicerades 1858-64 och som endast behandlade de yttre tilldragelserna och således inte den inre utvecklingen.